# 寧仁太・アリ
寧仁太・アリ（アニンタ アリ、1999年3月29日 - ）は、日本のキックボクサー。東京都世田谷区出身。K-1 GYM 総本部 チームペガサス所属。元Krushウェルター級王者。異名は「フライング・ガーニアン」。

## 戦績

### プロキックボクシング
| キックボクシング 戦績 | キックボクシング 戦績 | キックボクシング 戦績 | キックボクシング 戦績 | キックボクシング 戦績 | キックボクシング 戦績 | キックボクシング 戦績 |
| --------------------- | --------------------- | --------------------- | --------------------- | --------------------- | --------------------- | --------------------- |
| 11 試合               | (T)KO                 | 判定                  | その他                | 引き分け              | 無効試合              |                       |
| 9 勝                  | 5                     | 4                     | 0                     | 0                     | 0                     |                       |
| 2 敗                  | 1                     | 1                     | 0                     | 0                     | 0                     |                       |

| 勝敗 | 対戦相手                       | 試合結果                        | 大会名                                                                                              | 開催年月日    |
| ×    | ジョムトーン・ストライカージム | 3R終了 判定0-3                  | AZABU PRESENTS K-1 WORLD GP 2023 ～スーパー・ウェルター級&女子フライ級ダブルタイトルマッチ～        | 2023年7月17日 |
| ○    | 實方拓海                       | 3R終了 判定3-0                  | K-1 WORLD GP 2023 ～K’FESTA.6～                                                                     | 2023年3月12日 |
| ○    | 中野滉太                       | 2R 0:55 KO（右ストレート）      | Krush.140 【Krushウェルター級タイトルマッチ】                                                       | 2022年8月27日 |
| ○    | 松岡力                         | 3R+延長1R終了 判定2-1           | Krush.134 【Krushウェルター級タイトルマッチ】                                                       | 2022年8月27日 |
| ×    | 野杁正明                       | 1R 1:32 TKO（左ボディ）         | K-1 WORLD GP 2021 JAPAN～よこはまつり～ 【K-1 WORLD GP第2代ウェルター級王座決定トーナメント準決勝】 | 2021年9月20日 |
| ○    | 小嶋瑠久                       | 3R終了 判定3-0                  | K-1 WORLD GP 2021 JAPAN～よこはまつり～ 【K-1 WORLD GP第2代ウェルター級王座決定トーナメント1回戦】  | 2021年9月20日 |
| ○    | 山際和希                       | 3R終了 判定3-0                  | Krush.126                                                                                           | 2021年6月25日 |
| ○    | 海斗                           | 3R 2:30 KO（右ストレート）      | K-1 WORLD GP 2021 JAPAN ～K’FESTA.4 Day.2～                                                         | 2021年3月28日 |
| ○    | 小川健晴                       | 3R KO（右膝蹴り）               | Bigbang the future26                                                                                | 2020年8月16日 |
| ○    | マーク・バード・ジェームス     | 3R 1:35 KO（右フック）          | Krush.107                                                                                           | 2019年11月8日 |
| ○    | 清水卓馬                       | 3R 1:04 TKO（ドクターストップ） | Krush.104                                                                                           | 2019年8月31日 |

## タイトル
- 第10代 Krushウェルター級王者
- 第25回 K-1アマチュア チャレンジAクラス -70kg 優勝